# Walter Atherton
Walter Atherton là một cầu thủ bóng đá người Anh. Câu lạc bộ duy nhất ông được biết đến là Blackpool, khi có 13 lần ra sân tại Football League năm 1898.